# Operacje Bustan
Operacje Bustan (hebr. מבצעי בוסתן, Miwce’ej Bustan) – izraelskie operacje wojskowe przeprowadzone od kwietnia do sierpnia 1969 roku w trakcie wojny na wyczerpanie, które miały polegać na atakowaniu wybranych celów wojskowych na terytorium Egiptu. Ich założeniem była próba przeniesienia działań zbrojnych w głąb terytorium egipskiego, poza obszar Kanału Sueskiego, i ataki na cele strategiczne na tyłach armii egipskiej lub w głębi terytorium egipskiego.

## Tło wydarzeń

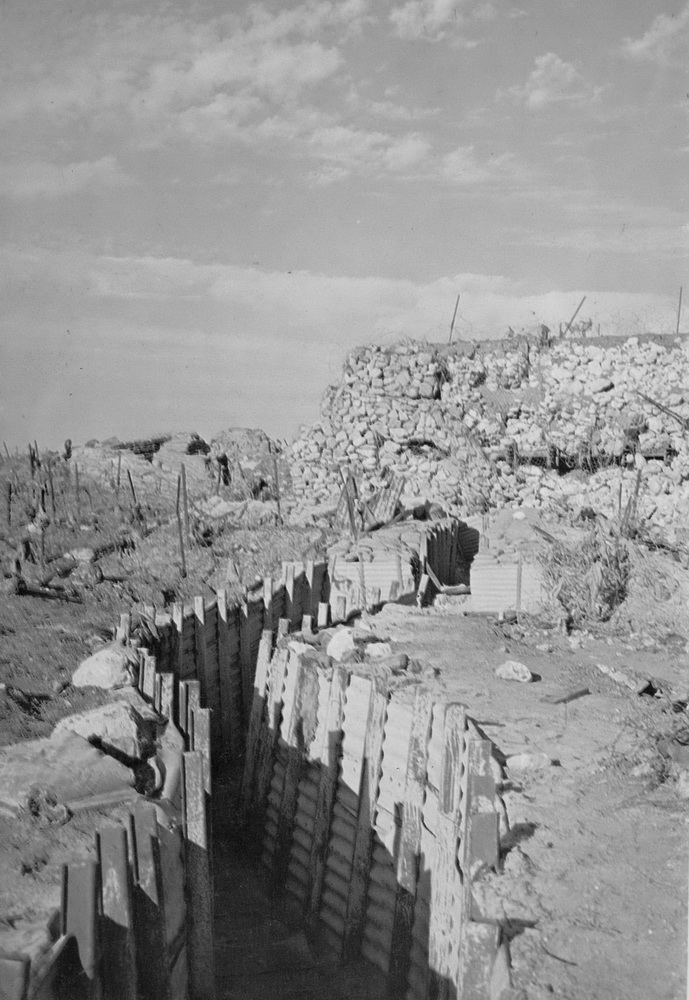
Izraelska linia Bar-Lewa wzdłuż wschodniego wybrzeża Kanału Sueskiego

Koniec wojny sześciodniowej w 1967 roku nie stanowił zakończenia konfliktu arabsko-izraelskiego. Państwa arabskie nie mogły się pogodzić ze zwycięstwem Izraela oraz ze wzrostem jego pozycji w regionie. We wrześniu 1967 roku odbyła się konferencja w Chartumie, na której do głosu doszli zwolennicy prowadzenia zdecydowanej polityki wobec Izraela. Uznali, że nie można prowadzić żadnych negocjacji i rozmów pokojowych z politykami izraelskimi. Egipcjanie nie pogodzili się ze stratą Synaju, a Izrael nie akceptował postanowień Rezolucji Rady Bezpieczeństwa ONZ nr 242 nakazującej mu zwrot zdobytych terytoriów. W wyniku napięć politycznych doszło początkowo do pojedynczych, później regularnych, ostrzałów pozycji jednej i drugiej strony nad Kanałem Sueskim. Toczący się od 1967 do 1970 roku konflikt nazwany został wojną na wyczerpanie. Gamal Abdel Naser wierzył, że przedłużający się zatarg doprowadzi do osłabienia Izraela. W trakcie konfliktu dochodziło do operacji desantowych, naruszeń przestrzeni powietrznych, ostrzałów i wypadów komandosów na tyły wroga. Egipt chciał przez to utrzymać zainteresowanie międzynarodowe sytuacją nad Kanałem Sueskim i zyskać sojuszników. Naser otrzymał szeroką pomoc wojskową ze Związku Radzieckiego. Z kolei Izrael nie chciał pokazać słabości i wycofać się z pozycji na zachodzie Synaju mimo strat wśród żołnierzy stacjonujących na linii Bar-Lewa. Obszar walk w trakcie wojny na wyczerpanie był również poligonem doświadczalnym dla nowego sprzętu amerykańskiego i radzieckiego.

## Operacje

### Bustan 22
W nocy z 29 na 30 kwietnia żołnierze kompanii rozpoznania 35 Brygady Spadochronowej pod dowództwem kapitana Gada Negewiego i porucznika Icchaka Kotlera zostali przetransportowani śmigłowcami Aérospatiale SA 321 Super Frelon w okolice położone na północ od Luksoru, pomiędzy miastami Asjut i Nadż Hammadi. Miejsce operacji było zlokalizowane około 400 km od linii frontu na Kanale Sueskim. Pierwszym celem ataku były słupy elektryczne i linia elektryczna prowadząca do Kairu z elektrowni przy tamie asuańskiej, na północny zachód od Luksoru. Jej uszkodzenie spowodowało przerwy w dostawach prądu w niektórych dzielnicach stolicy Egiptu oraz w fabrykach znajdujących się w jej okolicy. Drugim celem było wysadzenie mostu na Nilu, na północ od Asuanu w Edfu, w celu zaburzenia transportu i dostaw pomiędzy północną częścią kraju a południową. Trzecim celem ataku była mała tama w Nadż Hammadi. Jak donosiła gazeta „Ma’ariw”, ani jednostka wojskowa stacjonująca w Nadż Hammadi, ani siły milicji utworzonej przez Nasera w celu ochrony celów strategicznych w głębi kraju nie zdążyły zareagować i zaatakować oddziałów izraelskich. Siły uderzeniowe powróciły na teren Synaju bez strat. Zniszczenia infrastruktury, brak informacji o izraelskim desancie i niezestrzelenie śmigłowców sprawiły, że prezydent Naser dokonał reorganizacji na stanowiskach dowódców obrony powietrznej.

### Bustan 37
Operacja przeprowadzona w nocy 30 czerwca, której celem było wysadzenie słupów linii elektrycznej w głębi terytorium Egiptu i spowodowanie przerw w dostawach prądu. Miejsce ataku znajdowało się 20 km na południe od miasta Sauhadż (łącznie ok. 400 km na południe od Kairu). Była to ta sama linia elektryczna, którą uszkodzono podczas operacji Bustan 22. Do operacji wyznaczono ośmiu żołnierzy kompanii rozpoznania 35 Brygady Spadochronowej pod dowództwem kapitana Motiego Paza, którzy na miejsce operacji mieli dostać się śmigłowcami Super Frelon. Ilość ładunków wybuchowych zabranych do wysadzenia słupów elektrycznych była tak duża, że żołnierze musieli je przenosić na noszach. O godzinie 22.30 doszło do lądowania około 50 m od celu. Żołnierze podzielili się na dwie grupy i po 30 minutach doszło do eksplozji. Pięć słupów zostało całkowicie zniszczonych, a szósty, pomimo eksplozji, nie upadł. Żołnierze, bez strat, wycofali się drugim śmigłowcem, który specjalnie po nich przyleciał. Uszkodzenie linii doprowadziło do przerw w dostawach prądu w Kairze i innych miastach tzw. Dolnego Egiptu. Na następny dzień egipskie przywództwo zaprzeczyło, żeby doszło do jakiegokolwiek lądowania Izraelczyków na terytorium Egiptu i wysadzenia słupów linii elektrycznej. Z kolei armia izraelska opublikowała zdjęcia wysadzonych słupów, które wykonało lotnictwo po przeprowadzeniu operacji. Ukazywały one zniszczone metalowe konstrukcje, wokół których pracowali już Egipcjanie.

### Bustan 25A
Operacja przeprowadzona w nocy z 1 na 2 lipca przez żołnierzy 202 Batalionu 35 Brygady Spadochronowej pod dowództwem porucznika Ja’akowa Chasda’ia, którzy zostali przetransportowani trzema śmigłowcami Super Frelon w okolicę drogi prowadzącej na południe od Zafarany . W jej trakcie żołnierze zaatakowali pięć posterunków armii egipskiej zlokalizowanych wzdłuż wspomnianej drogi.

### Bustan 38
2 lipca, kilka godzin po północy armia izraelska dokonała ataku na trzy posterunki wojskowe na wybrzeżu Morza Czerwonego w okolicach przylądków Ras Asran i Ras Abu Bakr, ok. 100 kilometrów na południe od Adabiji wzdłuż drogi prowadzącej do granicy z Sudanem. Jak podaje „Ma’ariw”, posterunki były wybudowane w odstępach około 30 km od siebie. Podczas operacji Izraelczycy zabili trzynastu egipskich żołnierzy, a jednego pojmali.

### Bustan 39
Operacja przeprowadzona w nocy z 27 na 28 sierpnia 1969 roku . Była to pierwsza operacja, której celem było przetransportowanie izraelskich żołnierzy śmigłowcami Super Frelon na terytorium Egiptu w celu przeprowadzenia ataku na bazę wojskową, w której znajdowała się jednocześnie siedziba Dowództwa Centralnego. Kolejny raz zdecydowano o zaatakowaniu celu znajdującego się w głębi terytorium w Dolinie Nilu. Postanowiono, że celem będzie baza w mieście Mankabad, oddalonym około 8 km od Asjut, leżącym na drodze prowadzącej z Asuan do Kairu. Jak podała izraelska prasa, region ten wybrano ze względu na wcześniejszy brak reakcji sił egipskich stacjonujących w okolicy. Celem była wspomniana baza, której rozmiary szacowano na 500 × 800 m. W niej znajdowała się siedziba dowództwa i dwa ośrodki szkoleniowe. Szacowano, że na miejscu miało znajdować się 2 tys. żołnierzy. Do wykonania operacji wytypowano 202 Batalion 35 Brygady Spadochronowej dowodzony przez kapitana Icchaka Mordechaja oraz dwa oddziały z 13 Batalionu Brygady Golani, wyposażone w dwa moździerze kal. 120 mm, pod dowództwem porucznika Beniego Blusztajna. Do transportu przeznaczono trzy śmigłowce dowodzone przez podpułkownika Awrahama Periego, kapitana Sza’ula Szefiego i kapitana Michy Ginzburga-Gaia.
O godzinie 20:45 śmigłowce wystartowały z bazy na Synaju, żeby o 21:42 znaleźć się nad wybrzeżem. O 22:45 znalazły się nad Nilem, żeby po ośmiu minutach wylądować w zamierzonym miejscu. Lot odbywał się na małej wysokości w celu uniknięcia wykrycia przez egipskie radary obrony przeciwlotniczej. Podczas lądowania pojawiły się problemy z wyładunkiem części i amunicji moździerzy. Pierwsza fala pocisków nie była zbyt celna, ponieważ Izraelczycy nie mogli rozstawić stanowiska dla kierującego ogniem. W związku z tym podpułkownik Peri postanowił wznieść się swoim śmigłowcem w rejonie ostrzału i kierować ogniem . Kolejne dwie fale były już celne i raziły obiekty w bazie, niszcząc generatory prądu, koszary i linie telefoniczne. Pod koniec ostrzału, kiedy w bazie zabrakło oświetlenia, Egipcjanie próbowali zestrzelić śmigłowiec, jednakże bez skutku. Ostrzał bazy trwał 25 minut, w ciągu których wystrzelono 62 pociski moździerzowe. Egipcjanie nie stawili znaczącego oporu . Po skończonej operacji Izraelczycy wycofali się, pozostawiając niewykorzystaną amunicję wraz ze sprzętem. Rzecznik prasowy Cahalu podał, że siły uderzeniowe nie poniosły żadnych strat . Władze egipskie nie poinformowały społeczeństwa o ataku. Radio Kair podało jedynie komunikat rzecznika armii o tym, iż 27 lipca, o godzinie 23:00, w przestrzeni powietrznej Egiptu pojawił się izraelski odrzutowiec, który znalazł się pod ostrzałem wojsk obrony przeciwlotniczej, co zmusiło go od niecelnego zrzucenia bomb koło bazy. Nie wiadomo, jakie dokładnie straty ponieśli Egipcjanie w wyniku ataku.